# Republika Gilańska

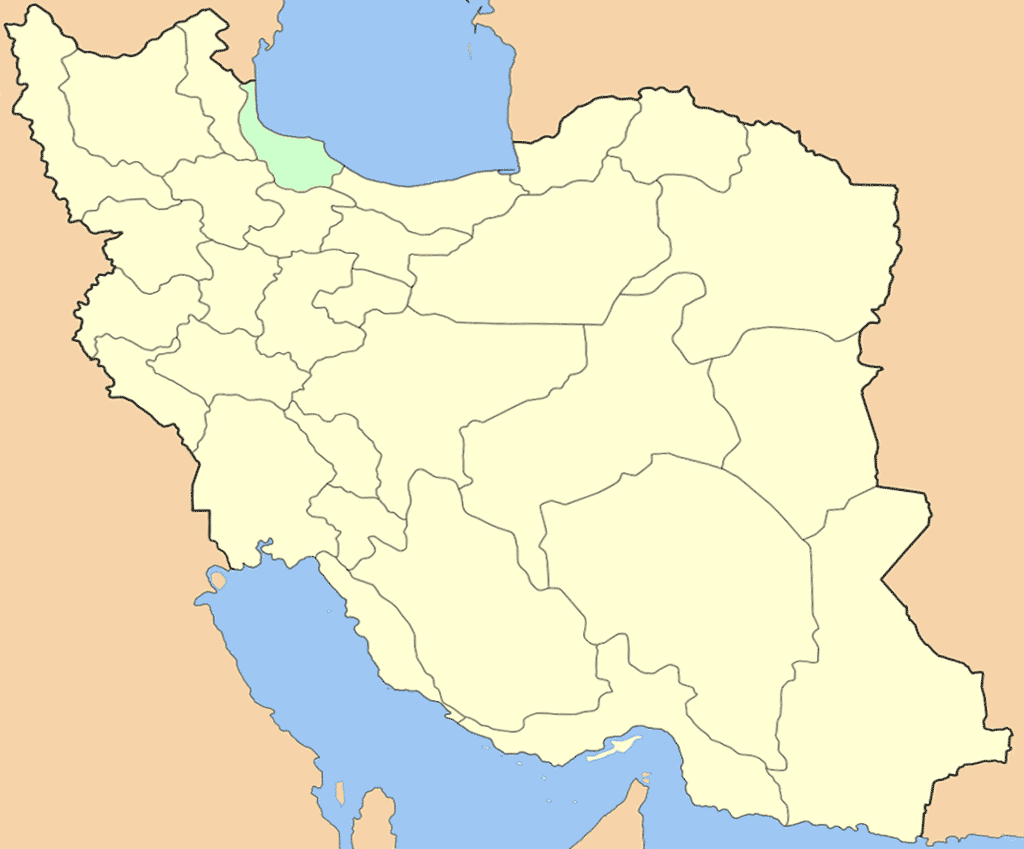

Republika Gilańska (Radziecka Republika Iranu) – efemeryczne państwo komunistyczne powstałe w 1920 roku na terenie Iranu, powołane przez lokalną partyzantkę Dżangalije ze wsparciem militarnym Rosji Radzieckiej. Zlikwidowane w 1921 roku wskutek porozumień między Rosją radziecką, Iranem i Wielką Brytanią. 

## Źródła
- Владимир Лещенко, Персидские шахматы – Москва против Лондона, „Независимое Войенное Обоzрение” (ngo.ng.ru), 18.06.2010 [dostęp: 31.12.2016]
- Павел Аптекарь, Неизвестная советская республика, „Рабоче-крестьянская Красная армия 1918-1943” (rkka.ru) [dostęp: 31.12.2016]